# Stanley Van Den Eynde
Stanley Stan Van Den Eynde ou Vanden Eynde est un footballeur belge né le 8 octobre 1909 à Rotterdam (Pays-Bas).
Il a évolué comme attaquant au Royal Beerschot AC de 1929 à 1939 et a été international belge de 1931 à 1938. Il a joué 26 matches et marqué 9 buts avec les Diables Rouges.

## Palmarès
- International A de 1931 à 1938 (26 sélections et 9 buts marqués)
- Champion de Belgique en 1938 et 1939 avec le Royal Beerschot AC